# Jaroslav Ptáček
A.R.D. Jaroslav Ptáček, O.Cr. (5. dubna 1928, Miřetice – 15. listopadu 2016, Praha) byl český římskokatolický kněz, křižovník s červenou hvězdou, osobní arciděkan a od roku 2008 administrátor farnosti u kostela sv. Františka z Assisi v Praze. V roce 2015 obdržel papežské vyznamenání Pro Ecclesia et Pontifice.

## Život
Jaroslav Ptáček se narodil 5. dubna 1928 v Miřeticích v okrese Benešov. Byl veden touhou stát se knězem, nastoupil v roce 1939 na Arcibiskupské gymnázium v Praze. Poté, co nacisté gymnázium zrušili, dokončil studium v roce 1947 na Jiráskově gymnáziu v Praze. Byl přijat do kněžského semináře v Dejvicích, vystudoval Katolickou teologickou fakultu Univerzity Karlovy a dne 29. června 1951 přijal v Praze kněžské svěcení. To v důsledku těžké politické situace a nejasností ohledně budoucnosti samotného semináře přijal o rok dříve než bylo původně určeno. Již jako kněz tedy dokončoval samotná studia. Od 15. května 1952 byl ustanoven administrátorem nejprve v Neveklově, a od 1. listopadu 1952 v Maršovicích. Kvůli tlaku ze strany místní samosprávy v Neveklově a vinou kancléře Jana Dočekala musel odejít, a po určitých nejasnostech byl nakonec s platností od 1. března 1953 ustanoven administrátorem ve Svojšicích.
V roce 1955 byl ustanoven administrátorem v Radnicích, odkud spravoval excurrendo rovněž farnosti Stupno a Újezd u Radnic, roku 1977 byl přeložen do Zbiroha a ustanoven rovněž administrátorem excurrendo v Drahoňově Újezdě, Lhotě pod Radčem a Líšné. Od ledna 1986 působil jako farář v Unhošti, 28. března 1988 byl jmenován osobním arciděkanem. Po sametové revoluci se zasloužil o obnovení tradice svatováclavských poutí na Budeč; první z nich se v roce 1990 zúčastnil pomocný biskup Mons. Jan Lebeda, spirituál P. Ptáčka z kněžského semináře a v roce 1992 jí byl přítomen tehdejší apoštolský nuncius Mons. Giovanni Coppa.
V letech 1991 až 1996 byl Jaroslav Ptáček okrskovým vikářem kladenského vikariátu. Roku 1994 vstoupil do řádu Křižovníků s červenou hvězdou a složil řeholní sliby. Od 15. září 2008 působil jako administrátor farnosti u kostela sv. Františka z Assisi v Praze na Starém Městě a novicmistr. Vstup do Křížovnického řádu byl logickým vyvrcholením jeho celoživotní úcty ke svaté Anežce České. Během své kněžské služby se řídil větou svého spirituála ze semináře, pozdějšího biskupa Mons. Jana Lebedy: Jenom lidé vnitřně bohatí, duše opravdu knížecí, jsou pravými dárci a rozsévači úrod, které neklamou. Za celoživotní pastorační službu a mimořádné zásluhy pro řád Křižovníků, mu bylo 21. listopadu 2015 uděleno papežské vyznamenání Pro Ecclesia et Pontifice. P. Jaroslav Ptáček zemřel 15. listopadu 2016 ve věku 88 let po 66 letech kněžské služby.

## Dílo
- Křížová cesta se sv. Anežkou Českou, Karmelitánské nakladatelství, Kostelní Vydří 2011
- Novéna ke sv. Anežce České, Karmelitánské nakladatelství, Kostelní Vydří 2011